# Еран
Еран — скальное обнажение на левом берегу Берёзовой реки, в 13 км к востоку от посёлка Валай, в 6 км вниз по течению от устья реки Еранки в Пермском крае, Россия. Отвесная береговая скала протяженностью вдоль реки 1 км и высотой над урезом воды до 100 м. Самая крупная из пещер протяженностью 42 м расположена на высоте 46 м над рекой. 
На скалах отмечено 49 видов сосудистых растений, в том числе такие редкие как пион уклоняющийся, астра альпийская, володушка многожилковая и другие.